# Серпень 2009
Серпень 2009 — восьмий місяць 2009 року, що розпочався у суботу 1 серпня та закінчився у понеділок 31 серпня.

## Події
- 2 серпня
  - У фіналі чемпіонату Європи з футболу серед юнаків до 19 років бірна України переграла збірну Англії.
  - Переможцем пісенного конкурсу Нова хвиля 2009 стала українка Джамала.
- 7 серпня
  - Віктор Ющенко затвердив річну національну програму на 2009 рік з підготовки України до вступу в НАТО.
- 13 серпня
  - У віці 94 років помер Лес Пол, один з винахідників електрогітари, що зробив певний вплив на сучасну музику.
- 18 серпня
  - Грузія офіційно перестала бути членом Співдружності незалежних держав.
- 23 серпня
  - У фіналі конкурсу «Міс Всесвіт» перемогла Стефанія Фернандес з Венесуели.
- 28 серпня
  - У Суперкубку УЄФА іспанська Барселона переграла український Шахтар.
- 29 серпня
  - Старт місії STS-128 шатла «Діскавері» до Міжнародної космічної станції.
- 31 серпня
  - Вірменія та Туреччина, що перебували в напружених відносинах, ухвалили рішення про відкриття кордону.